# Мимар Синан джамия
Мимар Синан джамия (на турски: Mimar Sinan Camii) е джамия в район Аташехир в Истанбул, Турция. Тя е открита през 2012 г.
Джамията е поръчана от турското правителство и е проектирана от архитекта Хилми Шеналп. Първоначално е планирано да бъде наречена „Великата анадолска джамия“, тогавашният министър-председател Реджеп Таип Ердоган променя името в чест на Мимар Синан (16 век), известен османски архитект. Ердоган заявява при откриването, че в анадолската част на Истанбул е липсвала „селатин“ (буквално „султани“, императорска) джамия като джамията Мимар Синан. На събитието Ердоган подарява на гостуващите високопоставени лица миниатюрно копие на джамията, имитиращо ритуал на османските султани.
Джамията е с капацитет 10 000 - 12 500 души. Централният купол е висок 42 метра, а минаретата 72 метра. Комплексът разполага с голяма подземна част, която включва библиотека, класни стаи, конферентни зали, магазини, гараж и VIP салон.